# Cymbopogon globosus
Cymbopogon globosus är en gräsart som beskrevs av Johannes Jan Theodoor Henrard. Cymbopogon globosus ingår i släktet Cymbopogon, och familjen gräs. Inga underarter finns listade i Catalogue of Life.